# Laziji
 (juin 2023).
Le Laziji (辣子鸡) est un plat du Sichuan composé de morceaux de poulet marinés puis sauté, de poivre du Sichuan, de pâte de haricots épicés, de piments séchés, d'ail et de gingembre,.
Des graines de sésame grillées et des oignons nouveaux émincés sont souvent utilisés pour garnir le plat. Les convives utilisent des baguettes pour choisir les morceaux de poulet, laissant les piments dans le bol.
Laziji serait originaire de Geleshan, dans le district de Chongqing, où les restaurateurs utilisaient de petits poulets élevés en liberté dans les fermes voisines. Cette volaille est devenue un produit d'exportation typique de Geleshan.